# Introducción matemática a la relatividad general
La teoría de la relatividad general es una teoría métrica de la gravitación que incorpora además una descripción básica de los sistemas de referencia totalmente generales. 
Matemáticamente la teoría de la relatividad describe los efectos del campo gravitatorio modelando el universo como una variedad pseudoriemanniana, que recibe el nombre de espacio-tiempo. El campo gravitatorio se manifiesta en la curvatura del espacio-tiempo de tal manera que cuanto más intenso es el campo gravitatorio en cierto punto mayores son las componentes del tensor de curvatura en ese punto.
Este artículo introduce los conceptos matemáticos básicos que intervienen en la teoría de la relatividad general, básicamente esos conceptos se refieren a la geometría diferencial, el cálculo sobre variedades y el álgebra tensorial

## Formulación general de la teoría: entidades básicas
Los objetos básicos que intervienen en una descripción relativista de un modelo de universo son:
- Una variedad pseudoriemanniana, {\displaystyle ({\mathcal {M}},g)}, de cuatro dimensiones que modeliza la geometría del espacio tiempo. Aquí g designa el tensor métrico que permite definir la longitud de una curva, el ángulo entre vectores, las relaciones de ortogonalidad, el volumen de una región del espacio tiempo, etc. Asociada a esta métrica se define una derivada covariante "compatible" con esta métrica (en la teoría de la relatividad general esta métrica queda determinada por la condición de que la derivada del tensor métrico se anule idénticamente, en otras generalizaciones de la relatividad general, como la teoría de Einstein-Cartan la "compatibilidad" se define de manera ligeramente diferente).
- Los tensores físicos que son aplicaciones lineales definidas sobre los espacios vectoriales tangentes y cotangentes en cada punto del espacio-tiempo (es decir, puesto que espacio-tiempo es curvo en general el espacio vectorial tangente en dos puntos diferentes de dicho espacio-tiempo no coinciden y es necesario algún tipo de regla para "proyectar" o comparar el valor de una magnitud física en un punto del espacio-tiempo con la misma magnitud en otro punto diferente). Dentro de los tensores básicos que aparecen en la teoría están:
  - El tensor de energía-impulso, que da una descripción del tipo de materia del que está lleno un universo, de sus propiedades básicas así como de su distribución.
  - Los tensores de curvatura, que están asociados a la intensidad del campo gravitatorio y son calculables a partir de derivadas covariantes de la métrica. En particular las ecuaciones básicas de la relatividad de Einstein establece que el tensor de curvatura de Einstein es proporcional al tensor de energía-impulso.
- El conjunto de observadores físicamente admisibles puede definirse como el conjunto de posibles sistemas de coordenadas sobre la variedad espacio-tiempo o más generalmente como una sección del fibrado principal de referencias (ortogonales). Un hecho básico de la teoría de la relatividad, es que diferentes observadores medirán diferentes valores de ciertas magnitudes físicas, dependiendo de su estado de movimiento relativo. Sin embargo, las medidas realizadas por diferentes observadores estarán relacionadas por cierto tipo de leyes tensoriales. De hecho un principio físico importante llamado principio de covariancia explicita que aunque las cantidades medidas por diferentes observadores son diferentes, las ecuaciones que relacionan las diferentes magnitudes medidas por un observador deben tener invariancia de forma para todos los observadores. Es decir, todos los observadores sean cuales sean describirían los fenómenos físicos con leyes formalmente idénticas, es decir, con la misma forma.

La teoría proporciona ecuaciones que describen como se relacionan los tensores en cada punto del espacio, como determinan su curvatura y como se pueden relacionar entre sí las medidas realizadas por varios observadores moviéndose dentro del espacio-tiempo curvo.

### Postulados básicos de la teoría de la relatividad general
Existe una velocidad máxima de  propagación de las información y de los campos y partículas (principio de la relatividad especial)
Es imposible distinguir localmente un campo gravitatorio localmente en el espacio y el tiempo, es decir, hay una transformación de coordenadas que hace que la derivada de la velocidad de la luz con respecto al tiempo sea nula en todas las direcciones, y no hay otro experimento no cinético que permita distinguirlo (principio de equivalencia)
Existen ecuaciones que expresan el comportamiento (salvo efectos cuánticos) que son válidas en cualquier sistema de referencia, o sea, decir qué un objeto se mueve solo tiene sentido en relación con otro. (principio de covarianza)

## La variedad espacio-tiempo
Matemáticamente el universo o espacio-tiempo es representado mediante una entidad geométrica llamada variedad pseudoriemanniana, dentro de la cual se especifica un procedimiento para medir las distancias o tensor métrico, una derivada covariante asociada y un transporte paralelo asociado. Todas esas magnitudes permiten definir tanto la curvatura, como relacionar magnitudes físicas medidas por diferentes observadores situados en diferentes puntos del espacio-tiempo.

### La curvatura del espacio

En la geometría euclídea, los ángulos de un triángulo suman siempre 180°.

Según su curvatura, los espacios pueden clasificarse en tres categorías diferentes: Espacios euclídeos, o de curvatura nula, elípticos, de curvatura positiva, e hiperbólicos, de curvatura negativa. 
El espacio euclídeo es el espacio ordinario. Fue el matemático griego, Euclides, quien en el siglo III a. C. sistematizó en su obra Fundamentos los conocimientos geométricos de la ciencia griega: En ella se realizaba un estudio minucioso y sistemático de las figuras geométricas y se establecían 5 postulados fundamentales. De ellos, el más importante era el quinto, denominado quinto postulado de Euclides, cuyas proposiciones principales son las siguientes:
- La suma de las medidas de los ángulos de cualquier triángulo es igual a 180° (Euclides).
- Las rectas paralelas son equidistantes (atribuido a Posidonio).
- Las rectas no equidistantes convergen en una dirección y divergen en la opuesta (Thábit ibn Qurra, h. 826-901).

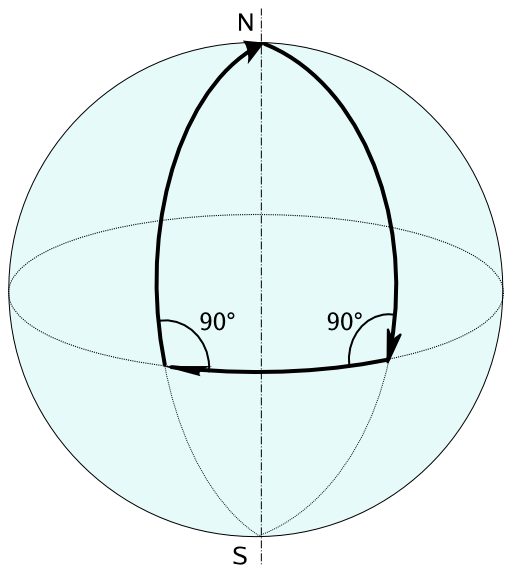
La superficie de la esfera es un paradigma de geometría elíptica. Como se puede contemplar en esta imagen, los ángulos de un triángulo trazado sobre dicha superficie suman más de 180 grados.

Este esquema fue aceptado por los matemáticos de los siglos posteriores. Sin embargo, en el siglo VII d. C., algunos matemáticos árabes, como Thábit ibn Qurra, se dieron cuenta de que los postulados de Euclides no funcionaban en determinadas estructuras geométricas, como la superficie de una esfera. Se comenzó a desarrollar progresivamente el estudio de la llamada geometría elíptica, de curvatura positiva, cuyas características principales eran (y aún siguen siendo) las siguientes:
- La suma de las medidas de los ángulos de cualquier triángulo es superior a 180º.
- Las rectas paralelas convergen progresivamente y terminan por cortarse entre sí.

Otros matemáticos posteriores, como János Bolyai o Nikolai Lobachevski crearon otro modelo geométrico no euclídeo que sin embargo, tenía una configuración completamente opuesta a la de la geometría elíptica: Se trataba del espacio hiperbólico, o de curvatura negativa, cuyas características principales son las siguientes:
- La suma de las medidas de los ángulos de cualquier triángulo es inferior a 180º.
- Las rectas paralelas divergen progresivamente y nunca llegan a cortarse.

La superficie de una silla de montar tiene las propiedades de un espacio hiperbólico. Los ángulos de cualquier triángulo que se trace sobre ella suman menos de 180º. Las líneas paralelas no permanecen a una distancia constante sino que divergen progresivamente entre sí.

Ahora bien, las geometrías elíptica e hiperbólica eran contempladas como simples casos especiales que no afectaban a la estructura del espacio en sí, que se consideraba plano y euclideo. Fue Carl Friedrich Gauss el primer matemático que intuyó la posibilidad de que nuestro espacio fuese curvo. Aunque incluso realizó experimentos al efecto, el genial matemático alemán no llegó a elaborar una teoría coherente en esta materia. Dicho honor le correspondería a su discípulo, Bernhard Riemann, cuyo trabajo, "Über die Hypothesen, welche der Geometrie zu Grunde liegen." revolucionaría el mundo de las matemáticas y la física. Unas décadas después, el matemático francés Henri Poincaré hacía la siguiente reflexión en uno de sus estudios: Si nuestro espacio es curvo, y dicha curvatura era capaz de afectar incluso a los rayos de la luz, provocando su difracción, nosotros experimentaríamos vivir en un espacio euclideo. Nada impediría, por tanto, concebir a nuestro espacio como intrínsecamente curvo.
Todas estas ideas fueron recogidas por Albert Einstein, quien empleando las herramientas matemáticas creadas por Bernhard Riemann, Tullio Levi-Civita, Gregorio Ricci-Curbastro y Erwin Bruno Christoffel, logró construir la teoría geométrica de la gravedad que hoy en día conocemos con el nombre de Teoría de la Relatividad General.

### El tensor métrico
El tensor métrico es el objeto matemático que permite calcular "distancias" y otros conceptos métricos en relatividad general. Además a partir de sus derivadas puede construirse el concepto de curvatura. Técnicamente es un tensor simétrico de segundo orden, a partir del cual puede calcularse longitud de una curva a partir de una integral a lo largo de tramos de dicha curva y definida entre dos puntos de la misma. Una vez especificado un sistema de coordenadas, el tensor métrico se representa mediante un conjunto de funciones {\displaystyle g_{ij}}, llamadas componentes o coeficientes del tensor métrico:

(1a){\displaystyle g=\sum _{i,j=1}^{n}g_{ij}\ dx^{i}\otimes dx^{j}}

En física la expresión del tensor métrico se escribe de una forma en que se aprecia como las componentes anteriores se relacionan localmente con la longitud, mediante la expresión informal, usando el convenio de sumación de Einstein  además dado el significado físico y uso del tensor se omiten los productos tensoriales y la expresión equivalente que usualmente se escribe es:

(1b){\displaystyle ds^{2}=g_{ij}\ dx^{i}dx^{j}\qquad \Rightarrow \qquad \left({\frac {ds}{d\lambda }}\right)^{2}=g_{ij}\ {\frac {dx^{i}}{d\lambda }}{\frac {dx^{j}}{d\lambda }}}

El ejemplo más sencillo posible de tensor métrico, es el del espacio euclídeo tridimensional, expresado en coordenadas cartesianas, cuyas componentes {\displaystyle g_{ij}} representadas matricialmente son precisamente las de la matriz identidad:

(*){\displaystyle g_{ij}={\begin{pmatrix}1&0&0\\0&1&0\\0&0&1\end{pmatrix}}},

En este espacio, el cálculo de la distancia entre dos puntos, a y b unidos por una curva L = {(x1,...,xn)|  λ en [a, b]} se puede expresara partir de (1b):

{\displaystyle d(a,b)={\mbox{long}}(L)=\int _{a}^{b}{\sqrt {g_{ij}{\dot {x}}^{i}{\dot {x}}^{j}}}d\lambda =\dots }
{\displaystyle \ldots =\int _{a}^{b}{\sqrt {g_{11}{\dot {x}}^{1}{\dot {x}}^{1}+g_{12}{\dot {x}}^{1}{\dot {x}}^{2}+...+g_{21}{\dot {x}}^{2}{\dot {x}}^{1}+g_{22}{\dot {x}}^{2}{\dot {x}}^{2}+...+g_{33}{\dot {x}}^{3}{\dot {x}}^{3}}}\ d\lambda }

Introduciendo los valores dados por (*) e introduciendo una parametrización φ del segmento (con φ(s0) = a y φ(sf) = b) debe entenderse como la integral de línea:

{\displaystyle (a,b)={\mbox{long}}(L)=\int _{s_{0}}^{s_{f}}{\sqrt {\left({\frac {dx}{ds}}\right)^{2}+\left({\frac {dy}{ds}}\right)^{2}+\left({\frac {dz}{ds}}\right)^{2}}}\ ds}

De hecho, este tensor métrico es posible derivar el teorema de Pitágoras para tres dimensiones.

### Carácter atractivo/repulsivo del campo

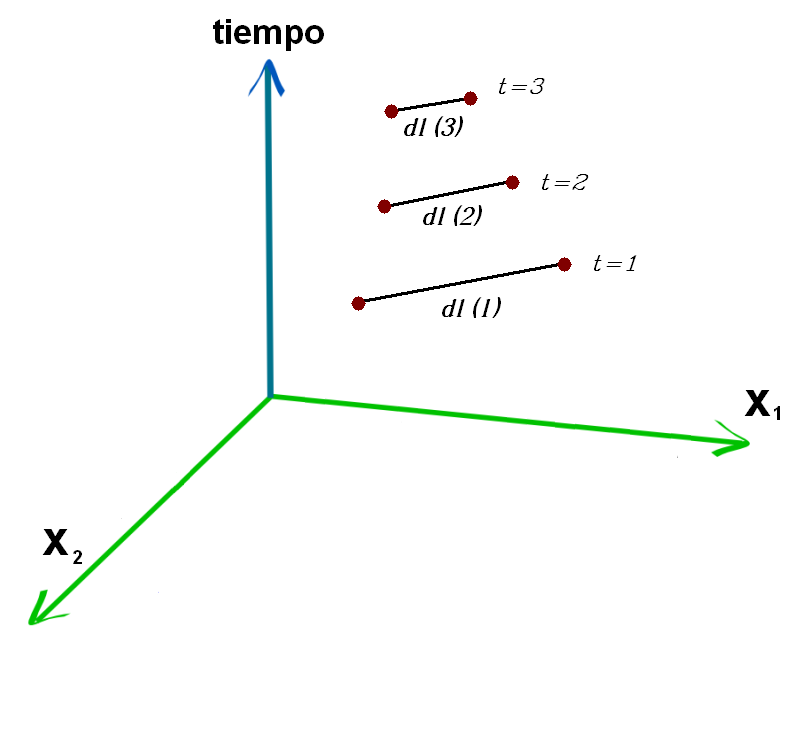
La genial intuición de Riemann: En la imagen vemos cómo la distancia entre dos partículas disminuye con el paso del tiempo. La disminución en el tiempo del valor de los coeficientes del tensor métrico equivale a una fuerza de atracción recíproca entre ambos cuerpos.

Tres nociones procedentes del cálculo de matrices, la traza, la signatura y el determinante, son esenciales para el desarrollo de las ecuaciones de la Relatividad General: La signatura es el conjunto de los coeficientes de la diagonal del tensor métrico (en el espacio tridimensional euclídeo sig = {1,1,1}). La traza es la suma de los coeficientes de la signatura (en el espacio euclídeo tr g = 3).
Una de las innovaciones más importantes del matemático alemán Bernhard Riemann fue la de considerar a la fuerza como una variación de la métrica a través del tiempo, tesis que fue desarrollado en su escrito de habilitación "Sobre las hipótesis que sirven de base a la geometría", del año 1854. De este modo, en el caso de que los coeficientes aumenten proporcionalmente con el paso del tiempo (tal y como se muestra en la siguiente matriz), nos encontramos ante una fuerza repulsiva. Si, por el contrario, los coeficientes disminuyen, surge una fuerza atractiva que provoca que la distancia entre dos cuerpos disminuya en el tiempo.

### El transporte paralelo
En un espacio-tiempo curvo no existe una manera obvia de relacionar diferentes magnitudes vectoriales o tensoriales medidas en diferentes puntos del espacio-tiempo. Esto sucede porque el espacio tangente en cada punto del universo es diferente (a diferencia de lo que sucede en un espacio-tiempo plano donde el propio espacio-tiempo puede identificarse con su espacio tangente). El transporte paralelo es un procedimiento que permite comparar magnitudes vectoriales o tensoriales en diferentes puntos del universo. Para definir una forma de "transporte paralelo" es necesario definir una conexión métrica.
Una vez definida una conexión métrica se hace posible comparar magnitudes medidas en diferentes puntos del espacio tiempo. Una peculiaridad de los espacios-tiempo curvos es que el transporte paralelo hecho a través de una curva cerrada, lleva en general a un vector diferente del de partida, por culpa de la propia curvatura. De hecho esta última propiedad es la que se utiliza para medir la propia curvatura a través del tensor de curvatura de Riemann.

### La derivada covariante
El hecho de que el espacio tiempo sea curvo hace que en cada punto del espacio, los espacios vectoriales tangentes no coincidan, y por tanto, al derivar una magnitud tensorial es necesario tener en cuenta tanto la variación de las componentes como de la base vectorial al cambiar de un punto a otro del espacio. Para expresar la derivada covariante respecto a una dirección asociada con la coordenada {\displaystyle x^{\alpha }\,} se usa la notación {\displaystyle \nabla _{\alpha }} en lugar de {\displaystyle \partial _{\alpha }}. Así la derivada de una magnitud vectorial vendrá dada por la variación de las componentes y la base vectorial:

{\displaystyle \nabla _{\alpha }\mathbf {V} =\nabla _{\alpha }(V^{\beta }\mathbf {e} _{\beta })=(\nabla _{\alpha }V^{\beta })\mathbf {e} _{\beta }+V^{\beta }(\nabla _{\alpha }\mathbf {e} _{\beta })=(\nabla _{\alpha }V^{\beta })\mathbf {e} _{\beta }+V^{\beta }(\Gamma _{\alpha \beta }^{\gamma }\mathbf {e} _{\gamma })}

En la expresión anterior hemos hecho uso de la convenio de sumación de Einstein sobre índices repetidos ({\displaystyle \beta ,\gamma }), que aparecen en un mismo término arriba y abajo. En la expresión anterior {\displaystyle \Gamma _{\alpha \beta }^{\gamma }\,} son los llamados símbolos de Christoffel que expresan la derivada de un vector como combinación lineal de los vectores de la base. La expresión anterior puede expresarse, teniendo en cuenta que los índices repetidos son índices mudos, equivalentemente como:

{\displaystyle \nabla _{\alpha }\mathbf {V} =\left(\nabla _{\alpha }V^{\gamma }+\Gamma _{\alpha \beta }^{\gamma }V^{\beta }\right)\mathbf {e} _{\gamma }}

Donde la expresión entre paréntesis son las componentes de la derivada covariante del vector expresado en la misma base de partida. Además resulta que para un número escalar:

{\displaystyle \nabla _{\alpha }\phi =\partial _{\alpha }\phi }

Por lo que la expresión de la derivada puede dejarse finalmente como:

{\displaystyle \nabla _{\alpha }\mathbf {V} =\left(\partial _{\alpha }V^{\gamma }+\Gamma _{\alpha \beta }^{\gamma }V^{\beta }\right)\mathbf {e} _{\gamma }}

### La ecuación de líneas geodésicas
Una línea geodésica es una línea curva sobre la variedad de mínima curvatura. En una variedad riemanniana una línea geodésica entre dos puntos suficientemente cercanos es necesariamente una curva de mínima longitud, es decir, el camino más corto posible entre dos puntos. En cambio en una variedad pseudoriemanniana, o entre puntos alejados de ciertas variedades riemannianas, una línea geodésica puede ser alternativamente una línea de máxima longitud entre dos puntos. Las geodésicas son importantes en relatividad, porque la teoría postula que las partículas materiales en ausencia de fuerzas exteriores se moverán a lo largo de alguna geodésica temporal.
Matemáticamente la condición de que una línea sea geodésica, es que el transporte paralelo de su vector tangente a lo largo de la curva coincide en cada punto con el propio vector tangente a la curva. Puede demostrarse que una curva que pasa por el punto x(0) = x0, y que en ese punto tiene un vector tangente dado por v, es geodésica de hecho si cumple la condición:

{\displaystyle {\begin{cases}{\cfrac {d^{2}x^{\mu }}{ds^{2}}}+\Gamma _{\sigma \nu }^{\mu }{\cfrac {dx^{\sigma }}{ds}}{\cfrac {dx^{\nu }}{ds}}=0\\x(0)=x_{0}\quad {\cfrac {dx(0)}{ds}}=\mathbf {v} \end{cases}}}

Donde:
{\displaystyle s\;}, es precisamente la longitud de arco a lo largo de la curva.
{\displaystyle x(0)=x_{0},{\dot {x}}(0)=\mathbf {v} }, son el punto inicial y el vector tangente en el punto inicial.
En relatividad el cálculo de las geodésicas es importante para determinar como se está moviendo globalmente la materia en un espacio-tiempo.

## Cálculo tensorial en el espacio-tiempo curvo
Muchas magnitudes físicas representan conceptos sólo requieren cantidad para ser caracterizados, estos conceptos se representan por magnitudes escalares. Otros conceptos o fenómenos más complejos requieren en cada punto caracterizar una determinada dirección y estas propiedades se llaman magnitudes vectoriales y en relatividad general vienen representadas por campos vectoriales. Finalmente otros fenómenos físicos requieren expresar la relación entre magnitudes vectoriales medibles, se llaman magnitudes tensoriales, estas se representan por campos tensoriales (las magnitudes que representan a su vez relaciones entre tensores, son tensores de orden superior al segundo, y así sucesivamente).
Un problema básico es que en un espacio-tiempo curvo, el hiperplano tangente a la variedad en cada punto (considerado como objeto de {\displaystyle \mathbb {R} ^{n}}, con n > 4) en cada punto es diferente. De la misma manera que en una esfera cada punto tiene su plano propio plano tangente. Ese hecho requiere que se defina alguna regla para comparar vectores y tensores medidos por un mismo observador a medida que se mueve a través del espacio-tiempo. Por ejemplo para poder hablar de que cierta magnitud física permanece constante a lo largo del movimiento debemos tener en cuenta que en cada instante la magnitud física está definida sobre un punto diferente y por tanto sobre espacios tangentes diferentes en cada momento. Así que para hablar de "conservación" o comparación necesitamos definir una regla físicamente razonable que permita identificar magnitudes definidas en puntos diferentes, de manera continua.

### Vectores y 1-formas sobre el espacio-tiempo
Un campo vectorial en relatividad general se puede representar como una aplicación diferenciable: {\displaystyle {\hat {V}}:{\mathcal {M}}\to {\mathcal {M}}\times \mathbb {R} ^{4}}. Más formalmente si se define el llamado fibrado tangente a la variedad como:

{\displaystyle T{\mathcal {M}}:=\{(p,v)|p\in {\mathcal {M}},v\in T_{p}{\mathcal {M}}\}}

Este conjunto puede ser dotado de manera natural de estructura de variedad diferenciable de dimensión (4+4). Usando este conjunto un campo vectorial se define usualmente como la aplicación:

{\displaystyle V:{\mathcal {M}}\to T{\mathcal {M}}}

La definición de una 1-forma es análoga al de campo vectorial sin más que substituir en cada punto el espacio tangente por el espacio cotangente. Matemáticamente el espacio cotangente es un espacio vectorial análogo al espacio tangente, que de hecho es el espacio dual del primero, por lo que tiene la misma dimensión y estructura, y puede construirse un isomorfismo entre ellos. En teoría de la relatividad el hecho de que exista un tensor métrico no degenerado hace que sea posible definir un isomorfismo canónico entre el espacio tangente en un punto y el espacio cotangente dado por:

{\displaystyle \phi _{g}:T{\mathcal {M}}\to T^{*}{\mathcal {M}},\quad [\forall V\in T{\mathcal {M}}:\phi _{g}(U_{p})=g(U_{p},V_{p})]\to \qquad \phi _{g}(\cdot ):=g(\cdot ,V_{p})}

Esto se suele representar en notación de componentes como:

{\displaystyle U_{\alpha }dx^{\alpha }:=\phi _{g}\left(U^{\alpha }{\frac {\partial }{\partial x^{\alpha }}}\right)\quad {\mbox{con}}\quad U_{\alpha }=g_{\alpha \beta }U^{\beta }}

Esto tiene una importante consecuencia, cualquier magnitud física vectorial puede ser representada indistintamente por un vector campo vectorial o por 1-forma, según conveniencia matemática, y sin que el hecho de usar una u otra descripción altere el contenido físico de lo que se representa. Esa "equivalencia" de representación es lo que conduce a la operación de "subir y bajar índices", que no es otra cosa que un cambio de forma a la hora de representar una misma magnitud física.

### Magnitudes tensoriales sobre el espacio-tiempo
Análogamente a como se han definido los campos vectoriales y las 1-formas, pueden definirse tensores de orden superior como aplicaciones diferenciables que asignan a cada punto del espacio-tiempo un objeto de un cierto espacio vectorial. En este caso ese espacio vectorial tiene estructura de producto tensorial formado a partir de los espacios tangente y cotangente del espacio-tiempo en el punto concreto, así un tensor r veces contravariante y s veces covariante puede definirse como una aplicación diferenciable {\displaystyle T:{\mathcal {M}}\to {\mathcal {T}}_{s}^{r}({\mathcal {M}})} donde:

{\displaystyle {\mathcal {T}}_{s}^{r}({\mathcal {M}}):=\{(p,v)|p\in {\mathcal {M}},v\in {\begin{matrix}r\\\underbrace {T_{p}{\mathcal {M}}\times ...\times T_{p}{\mathcal {M}}} \end{matrix}}\times {\begin{matrix}s\\\underbrace {T_{p}^{*}{\mathcal {M}}\times ...\times T_{p}^{*}{\mathcal {M}}} \end{matrix}}\}}

el siguiente cuadro muestra como algunas leyes de la mecánica clásica y el electromagnetismo, escritas en notación vectorial clásica, puden ser reescritas usando las componentes de magnitudes tensoriales:
| Nombre de la ley        | Notación vectorial                                                                           | Notación tensorial |
| ----------------------- | -------------------------------------------------------------------------------------------- | --- |
| Relación fuerza-trabajo | {\displaystyle W={\vec {F}}\cdot {{\vec {d}}s}}                                              | {\displaystyle W\ =g_{ij}F^{i}ds^{i}=F^{i}ds_{i}}.                                                                    |
| Fuerza de Lorentz       | {\displaystyle {\vec {F}}=q({\vec {E}}+{\vec {v}}\times {\vec {B}})}                         | {\displaystyle F^{i}=q(E^{i}+\epsilon _{ijk}v^{j}B^{k})}                                                              |
| Teorema de Gauss        | {\displaystyle \oint _{S}{\vec {E}}\cdot {d{\vec {S}}}=\int _{V}\nabla \cdot {\vec {E}}\ dV} | {\displaystyle \oint _{S}{\frac {1}{2}}E^{i}\epsilon _{ijk}F_{[jk]}=\int _{V}\partial _{i}E^{i}{\sqrt {-g}}d\Omega }  |
| Teorema de Stokes       | {\displaystyle \oint _{L}{\vec {E}}\cdot {dl}=\int _{S}\nabla \times {\vec {E}}\ dS}         | {\displaystyle \oint _{L}E^{i}dl_{i}=\int _{S}{\frac {1}{2}}\epsilon ^{ijk}\partial _{j}E^{k}\epsilon _{ilm}F_{[lm]}} |

## Curvatura del espacio-tiempo
En seno de la teoría de la relatividad general, el campo gravitatorio se considera el efecto de la curvatura del espacio-tiempo. Es decir, el hecho de que la geometría del espacio-tiempo no sea euclídea o plana, produce efectos en las trayectorias de las partículas que provocan efectos que parecen deberse a fuerzas de atracción entre las masas.

### El tensor de curvatura de Riemann
En la teoría de variedades de Riemann surge de manera natural la pregunta de cuando dos variedades son localmente isométricas con sus respectivas métricas. La respuesta es que dos variedades son localmente isométricas si localmente los tensores de curvatura de Riemann coinciden (en el entorno de dos puntos correspondientes en las dos variedades). Esta propiedad hace que el tensor de Riemann caracterice localmente el comportamiento de las geodésicas en una variedad. Concretamente, puede probarse que dado un entorno de un punto del espacio tiempo la métrica alrededor de él admite un desarrollo en serie de Taylor en coordenadas galileanas del tipo:

(*){\displaystyle g_{\mu \nu }(x)=\eta _{\mu \nu }-{\frac {1}{3}}R_{\mu \alpha \beta \nu }x^{\alpha }x^{\beta }+O(|x|^{3})}

Donde {\displaystyle \scriptstyle \eta _{\mu \nu }} denota la métrica de Minkowski en coordenadas galileanas. En estas coordenadas los símbolos de Cristoffel se anulan en el punto {\displaystyle \scriptstyle x=0}. Dada la ecuación anterior el tensor de curvatura mide "cuanto se aleja el espacio-tiempo de la planitud". Si el tensor de Riemann se anula idénticamente el espacio tiempo es isométrico al espacio-tiempo de Minkowski en todos sus puntos.

### El tensor de curvatura de Ricci
El tensor de curvatura de Ricci es un tensor de segundo orden construido a partir del tensor de curvatura de Riemann, que tiene propiedades matemáticamente interesantes. Se define como:

{\displaystyle {\hat {R}}_{\alpha \beta }=\sum _{\gamma }{R_{\gamma \alpha \beta }}^{\gamma }=\sum _{\gamma }g^{\gamma \delta }R_{\gamma \alpha \beta \delta }}

Este tensor de Ricci está relacionado con las diferentes curvaturas seccionales del espacio-tiempo según diferentes planos. Debe tenerse en cuenta que el tensor de Ricci no caracteriza completamente la geometría del espacio tiempo, es decir, dados dos universos con el tensores de Ricci iguales en puntos correspondientes, sus geometrías no tienen porqué coincidir (ni siquiera localmente) dado que sus tensores de Riemann no tienen porqué coincidir. Existen una descomposición del tensor de curvatura de Riemann:

{\displaystyle {\text{curvatura total}}={\text{curvatura conforme}}\ +\ {\text{curvatura seccional}}\ +\ {\text{curvatura escalar}}\,}

El primer miembro caracteriza por el tensor de curvatura de Riemann, mientras que en el segundo miembro el primer término se caracteriza mediante tensor de curvatura de Weyl, el segundo por el tensor de curvatura de Ricci, y el último por la curvatura escalar.

### El tensor de curvatura de Weyl
Otra pregunta natural en el contexto de las variedades riemannianas o pseudoriemannianas un poco más general que la de isometría, es bajo qué condiciones existe una aplicación conforme entre entornos de dos puntos de dos variedades. Si la existencia de isometrías requiere la coincidencia de los tensores de curvatura de Riemann respectivos, la existencia de aplicaciones conformes sólo requiere la coincidencia del tensor de curvatura de Weyl. Por tanto, dos espacios-tiempo que son conformemente equivalentes tienen el mismo tensor de Weyl. El tensor de Weyl puede construirse a partir de los tensores de curvatura mencionados anteriormente:

{\displaystyle C_{abcd}=R_{abcd}-{\frac {2}{n-2}}(g_{a[c}R_{d]b}-g_{b[c}R_{d]a})+{\frac {2}{(n-1)(n-2)}}s~g_{a[c}g_{d]b}}

Donde:
{\displaystyle R_{abcd}\,} son las componentes del tensor de Riemann.
{\displaystyle R_{ab}\,} son las componentes del tensor de Ricci.
{\displaystyle s\,} es la curvatura escalar de Ricci.
{\displaystyle [\ ]\,} se refiere a la parte antisimétrica de un tensor.

### El tensor de torsión
En la teoría de la relatividad general ordinaria la conexión matemática se toma como la única conexión lineal sin torsión y simétrica. Y por tanto en se contexto el tensor torsión es idénticamente nulo. Sin embargo, algunas teorías que generalizan como la teoría de Einstein-Cartan involucran un tensor torsión diferente de cero y un tensor de Ricci asimétrico (esta teoría fue introducida para describir el momento angular intrínseco o espín en el contexto de la física clásica). El tensor torsión {\displaystyle \scriptstyle \tau (\cdot ,\cdot )} se define como:

{\displaystyle \tau (X,Y)=\nabla _{X}Y-\nabla _{Y}X-[X,Y]\,}

O en componentes:

{\displaystyle {\tau _{\alpha \beta }}^{\gamma }=\Gamma _{\alpha \beta }^{\gamma }-\Gamma _{\beta \alpha }^{\gamma }}

Obviamente en la teoría de la relatividad general ordinaria se considera que los símbolos de Cristoffel son simétricos en los dos índices inferiores y, por tanto, el tensor de torsión se anula:

{\displaystyle \Gamma _{\alpha \beta }^{\gamma }=\Gamma _{\beta \alpha }^{\gamma }\quad \Rightarrow \quad {\tau _{\alpha \beta }}^{\gamma }=0}

## Sistemas de referencia y magnitudes físicas

### Principio de mínima acción y lagrangiano
Todos los sistemas físicos interesantes parecen ser describibles mediante una integral de acción o funcional de acción que asigna a cualquier "trayectoria" posible del sistema o evolución en el espacio-tiempo un escalar. De todas las configuraciones físicamente admisibles los sistemas parecen evolucionar de acuerdo con el principio de mínima acción según el cual el sistema evoluciona en el espacio-tiempo de manera que la integral de acción es un punto crítico del funcional de acción. Eso implica que se satisfacen las ecuaciones de Euler-Lagrange. Si se elige el lagrangiano o integrando del funcional de acción adecuadamente se llegan a ecuaciones que describen correctamente la evolución del sistema. Por tanto, el problema de construir una formulación de mínima acción para el campo gravitatorio se reduce a construir un lagrangiano de la forma adecuada.
Dada la relación entre la curvatura del espacio-tiempo y el campo gravitatorio y las necesidades del principio de covariancia, resulta natural buscar un lagrangiano para el campo que esté relacionado con algún escalar asociado al tensor métrico y sus derivadas primeras (equivalentemente los símbolos de Christoffel {\displaystyle \scriptstyle \Gamma _{ij}^{k}}) o con el tensor de curvatura. Puede probarse que no es posible hallar ningún escalar que involucre sólo las componentes del tensor métrico y los símbolos de Christoffel, ya que mediante cierta transformación de coordenadas se pueden anular estos últimos (lo cual es precisamente el contenido del llamado principio de equivalencia). 
Es interesante que la curvatura escalar R, nos da una forma de acción adecuada: aunque contiene derivadas segundas del tensor métrico, la variación de su integral de acción sobre una región puede acabar expresándose en términos de sólo derivadas primeras. De hecho la forma común de la integral de acción para el campo gravitatorio más comúnmente en la teoría de la relatividad general es la acción de Einstein-Hilbert:

{\displaystyle S_{c,g}[g_{\mu \nu },\Omega ]=-{\frac {c^{3}}{16\pi G}}\int _{\Omega }R\ {\sqrt {-g}}d\Omega }

Donde:
{\displaystyle R\;}, es la curvatura escalar del espacio-tiempo.
{\displaystyle G,\ c\;}, son la constante de la gravitación y la velocidad de la luz.
{\displaystyle g_{\mu \nu },\ \gamma _{\mu \nu }\;} son las componentes de la métrica (pseudo)riemanniana efectiva y del espacio de Minkowski subyacente.
{\displaystyle {\sqrt {-g}}}, se calculan a partir del determinante de la métrica efectiva.
Algunas teorías métricas de la gravitación como la teoría relativista de la gravitación usan lagrangiano ligeramente más complicado que incluye términos asociados a la masa del gravitón:

{\displaystyle S_{c,g}[g_{\mu \nu },\Omega ]=-{\frac {c^{3}}{16\pi G}}\int _{\Omega }\left[{\sqrt {-g}}R-\left({\cfrac {Gm_{g}}{c^{2}}}\right)^{2}\left({\sqrt {-g}}{\frac {\gamma _{\mu \nu }g^{\mu \nu }}{2}}-{\sqrt {-g}}-{\sqrt {-\gamma }}\right)\right]d\Omega }

Donde:
{\displaystyle {\sqrt {-\gamma }}}, se calcula a partir del determinante de la métrica minkowskiana,.
{\displaystyle m_{g}\;}, es la masa del gravitón.

### Ecuaciones del campo gravitatorio
Las ecuaciones de campo son no lineales y presentan una notable dificultad en ser resueltas para numerosas situaciones prácticas de interés. Otro problema es que dichas ecuaciones sólo proporcionan una caracterización local de la curvatural de espacio tiempo. Pero la forma global del universo puede diferir. Por ejemplo el plano euclídeo y la superficie de un cilindro, tienen curvatura gausiana cero, lo cual implica que existe un isomorfismo entre ambos, así las ecuaciones sólo explican como es el espacio tiempo localmente, no determinan por completo la forma global.

### Soluciones conocidas
Debido a la no linealidad de las ecuaciones, sólo se conocen unos centenares de soluciones exactas de las ecuaciones de campo. La mayor parte de ellas involucran un alto nivel de simetría, lo cual limita su interés ya que sólo pueden describir en primera aproximación la forma general de universo.

## Generalizaciones y alternativas clásicas de la RG
La teoría de la relatividad general ha tenido un enorme éxito al explicar el movimiento de los planetas y otros objetos en el sistema solar. En ese sentido han podido ser explicados hechos nuevos que no habrían podido ser explicados por la teoría newtoniana como:
- El desplazamiento del perihelio de Mercurio.
- La deflexión de los rayos de luz provenientes de estrellas lejanas.
- El retarde relativo de señales de radar.

También la teoría de la relatividad general ha sido muy prolífica en cosmología a la hora de responder a cuestiones sobre el origen, evolución y destino final del propio universo, aunque en ese punto si bien la teoría puede dar cuenta de los hechos básicos observados existen teorías alternativas y generalizaciones de la relatividad que también pueden dar cuenta de la forma general y estructura del universo. Entre las generalizaciones más interesantes destacan.
- Teoría de Einstein-Cartan, es una teoría métrica en cuatro dimensiones de la gravitación que permite explicar además de los hechos básicos de la relatividad general el espín o momento angular intrínseco de las partículas como propiedad geométrica asociada a la estructura del espacio-tiempo. Esto se realiza introduciendo un tensor de torsión diferente de cero (la teoría de la relatividad general de Einstein puede considerarse un caso particular de esta otra teoría cuando el tensor de torsión se anula).

- Teorías de Kaluza-Klein, constituyen un conjunto de diferentes teorías con pequeñas diferencias entre sí, en las que no sólo el campo gravitatorio es interpretado como un efecto geométrico, sino que en última instancia pretende explicar toda la materia o algunas formas de la misma como el efecto geométrico de una geometría curvada de dimensión n > 4. Así realmente el campo electromagnético puede ser explicado fenomenológicamente introduciendo un espacio-tiempo de 5 dimensiones, en el que al considerar la proyección del movimiento sobre una variedad de dimensión cuatro las partículas parecen moverse dentro de ella como si su movimiento estuviera perturbado por un campo electromagnético.

Otras teorías comparten un buen número de principios y descripciones básicas con la relatividad general pero introducen nuevos términos o modificaciones que producen consecuencias físicas detectables diferentes a las que predice la relatividad y que por tanto son realmente correcciones o alternativas que explican básicamente los mismos hechos que la relatividad general pero hacen predicciones diferentes sobre la ocurrencia de ciertos fenómenos empíricamente no bien establecidos y que podrían establecer, si los resultados son compatibles con las alternativas a la RG y con la propia RG, que la teoría de la relatividad general en sí misma debe ser corregida o abandonada en favor de una de estas alternativas, un ejemplo particularmente interesante de este tipo de teorías es la teoría relativista de la gravitación de Logunov.